# Теодоров-Балан, Александр
Александр Стоянов Теодоров-Балан (болг. Александър Стоянов Теодоров-Балан; 27 октября 1859, Кубей, Бессарабия, Румыния, ныне Болградский район Одесской области, Украина — 12 февраля 1959, София) — болгарский лингвист и литературовед, академик, первый ректор Софийского университета.

## Биография
Теодоров-Балан родился в семье бессарабских болгар в селе Кубей, которое за три года до его рождения по Парижскому миру 1856 года перешло от Российской империи Молдавскому княжеству, а в год его рождения произошло объединение Дунайских княжеств. В России Балан побывал лишь почти век спустя, за год до смерти — на Московском конгрессе славистов 1958 года.
Его отец, Стоян Мартынов Балан, происходил из видной семьи, занимавшейся торговлей в производстве, а фамилия «Балан» произошла от прозвища «белый» по плоти, став Балан. Его мать, Мария Балан, урожденная Грекова, была сестрой Димитра Грекова. Братья Александра Балана тоже стали видными деятелями, участвовавшими в строительстве Болгарии после Освобождения: генерал Георгий Тодоров (в его честь названо село Генерал-Тодоров), Мартин Тодоров — юрист и мэр Софии, профессор Атанас Теодоров, основатель болгарской судебной медицины, и инж. Михаил Балански.
После окончания Болградской гимназии Александр Теодоров-Балан учился филологии в Карловом (Прага) и Лейпцигском университетах. Докторская диссертация, защищённая в Праге — «О звуке ь в новоболгарском языке». С 1884 года — в Софии, работал в Министерстве народного просвещения, преподавал историю и диалектологию языка в Высшем педагогическом училище. В 1888 на базе училища основан Софийский университет. Теодоров-Балан был избран в январе 1889 г. первым ректором университета и еще несколько раз избирался на этот пост. Всего он проработал в университете 70 лет.
В 1907—1910 годах — секретарь Болгарского экзархата. С 1939 года — почётный доктор Софийского университета и академик БАН.
Женат на француженке Жюли Гресо, умершей от туберкулёза; сын Милко — профессор рентгенологии и анатомии, Владимир — лётчик и авиаинженер, после ввода в Болгарию советских войск в сентябре 1944 года пропал без вести; младший сын Станислав, секретарь царя Бориса III, был в январе 1945 года приговорён к пожизненному заключению; его освободили после обращения отца к Георгию Димитрову, в дальнейшем Станислав работал помощником отца и издавал его труды.

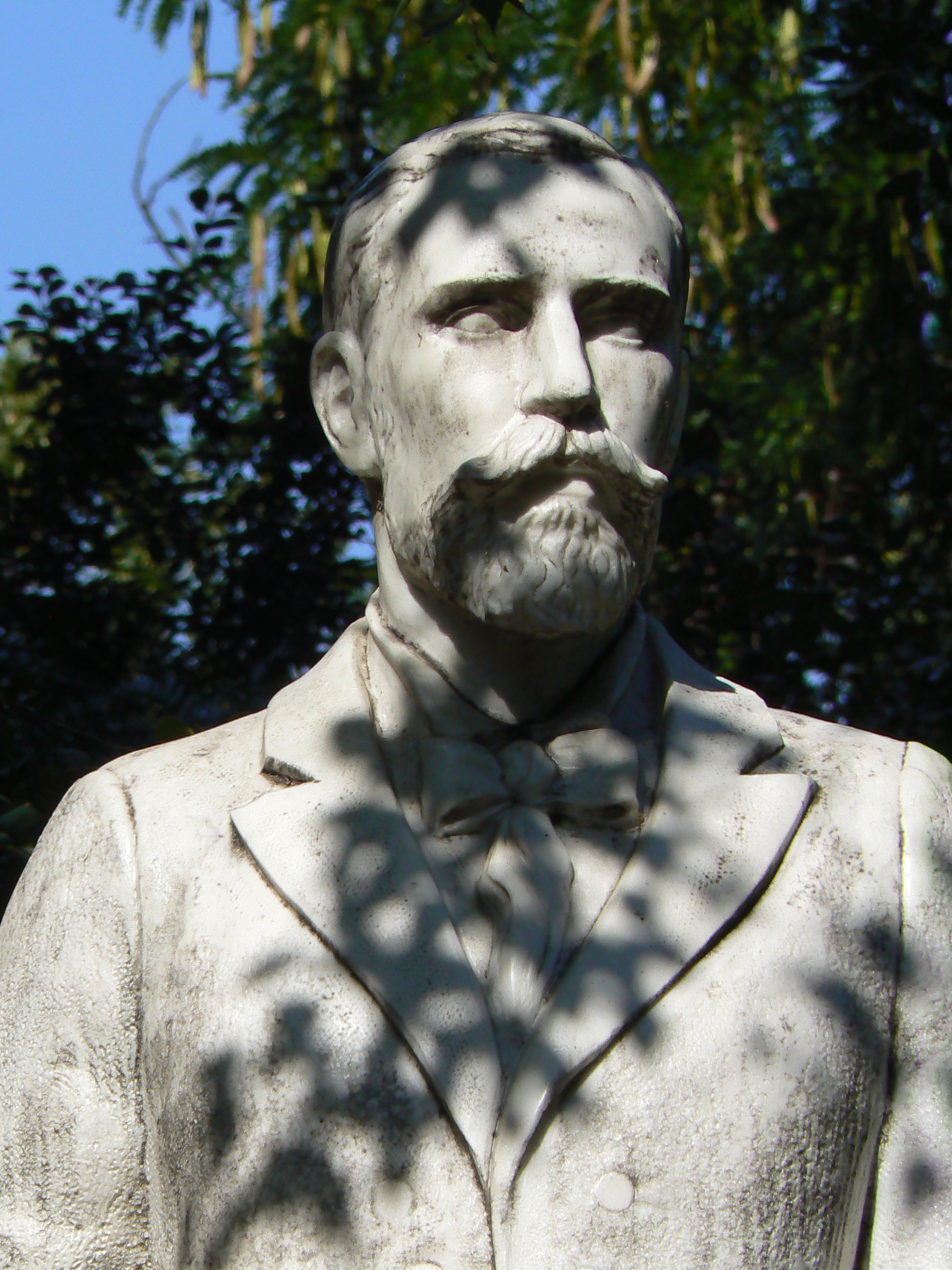
Памятник Теодорову-Балану в Софии

До конца своей долгой, почти 100-летней жизни академик Балан продолжал работать, общаться с коллегами и изучать жизнь народа. Немало тёплых слов о нём содержится в дневнике «Зигзаги памяти» советского болгариста С. Б. Бернштейна, который был лично знаком с Баланом и опубликовал ему некролог в «Известиях АН СССР».

## Труды
Автор более 900 трудов по болгарскому языку и литературе, биографий Кирилла и Мефодия, Софрония Врачанского и Паисия Хилендарского. Сыграл большую роль в создании литературного болгарского языка, изобретал взамен турцизмов и грецизмов новые слова, многие из которых прочно вошли в язык (възглед, дейност, заплаха, излет, летовище, общувам, поява, предимство, становище, съвпадеж, творба, украса, усет, хижа). Активная словотворческая и пуристическая деятельность Балана вызывала немало иронии и пародий (аналогично деятельности российского создателя «мокроступов» и «тихогромов» А. С. Шишкова в начале XIX в.; например, в таком стиле написана составленная из славянских корней шуточная «Баланиада» Христо Смирненского), хотя большинство его находок оказались удачными. Автор нормативных и проблемных работ по грамматике и правописанию (с 1920-х годов вёл т. н. «борьбу за правописание», закончившуюся принятием современной орфографии в 1945 г.). Исследовал глагольное словоизменение, автор первопроходческих исследований пересказывательного (эвиденциального) наклонения в болгарском. В последние годы задумал большой синтетический труд по болгарской грамматике, успел издать четыре части (внешняя и внутренняя форма слов, имя, глагол).